# Zist
Zist ist ein Stadtteil der oberbayerischen Kleinstadt Penzberg im Landkreis Weilheim-Schongau. Die Einöde liegt knapp vier Kilometer nördlich vom Penzberger Stadtkern. Etwa 300 m östlich befindet sich der Weiler Oberhof.

## Geschichte
Der Name Zist stammt von Narcissus Pocksperger, einem früheren Besitzer des Mürnseer Unterhofs. Von diesem Hof stammte die Frau von Benedict Paur, der 1695 den Zisthof als Entschädigung erhielt, da er den Unterhof dem Benediktbeurer Klosterrichter überlassen musste. Er übernahm dabei ungewöhnlicherweise den Hofnamen für seinen neuen Hof. Zuvor lautete dieser „zum Fritzen“.
Der Zisthof war dem Kloster Benediktbeuern zinspflichtig. Er wurde bis ins 18. Jahrhundert zu Nantesbuch gezählt, da dort sein ursprünglicher Standort war. Ob der Hof bereits 1560 oder erst nach 1695 an die heutige Stelle auf freiem Feld verlegt wurde, ist unbekannt. 1857 wurde ein neuer Hof errichtet, der 1941 umgebaut wurde.

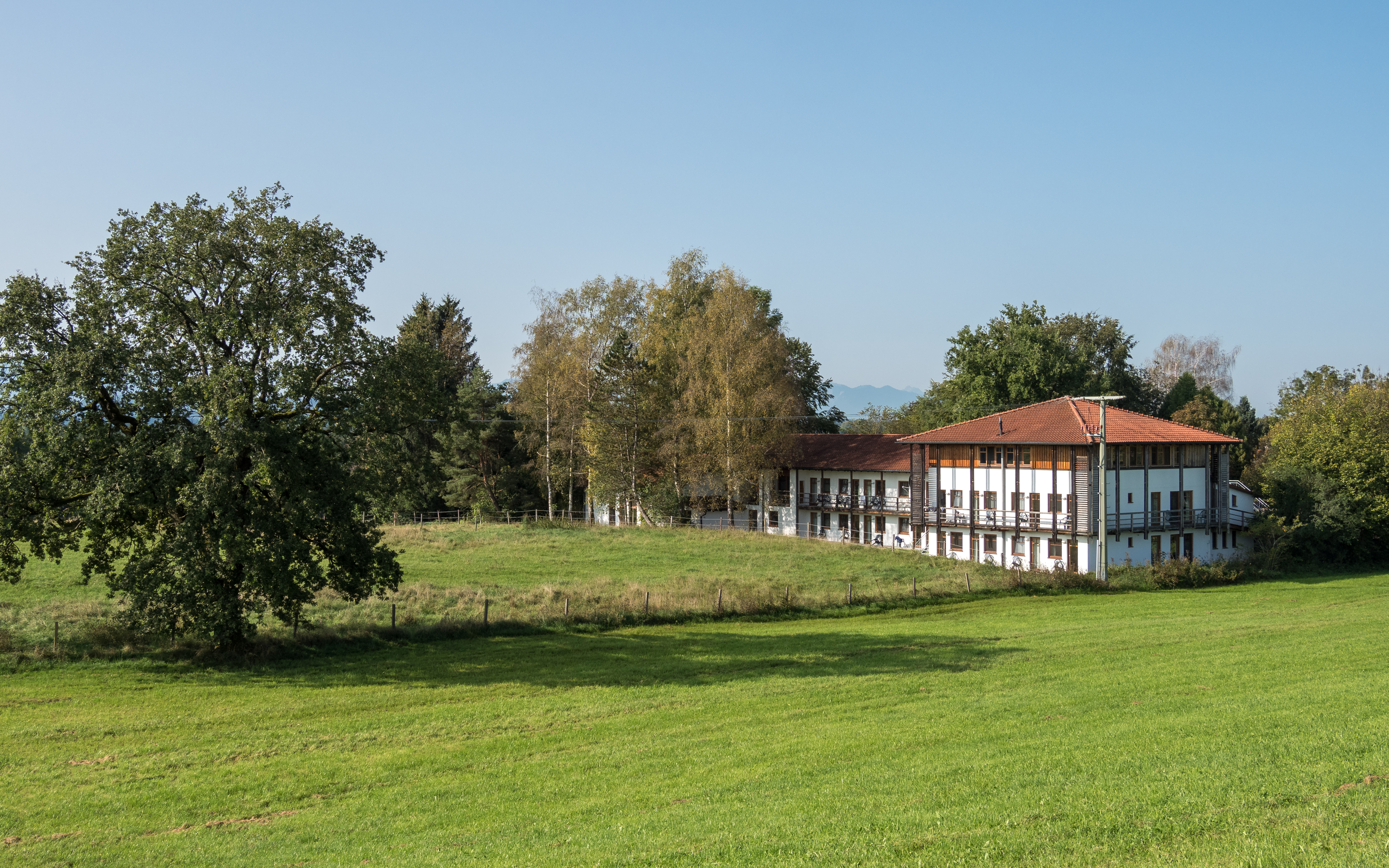
ZIST Akademie für Psychotherapie

Westlich des Zisthofs wollte ein Nantesbucher Bauer Ende der 1960er-Jahre einen Aussiedlerhof errichten, kam jedoch nicht über den Rohbau hinaus. 1970 kauften Christa und Wolf Büntig das Gelände und errichteten das ZIST (Zentrum für Individual- und Sozialtherapie). 2010 wurde die ZIST Akademie für Psychotherapie gegründet.
Zist gehört zur katholischen Pfarrei Iffeldorf.
| Jahr | Einwohner | Gebäude (ab 1885 nur Wohngebäude) |
| ---- | --------- | --------------------------------- |
| 1818 | 9         | 1                                 |
| 1825 | 7         | 1                                 |
| 1861 | 7         | 1                                 |
| 1871 | 6         | 2                                 |
| 1885 | 11        | 1                                 |
| 1900 | 6         | 1                                 |
| 1925 | 11        | 1                                 |
| 1950 | 18        | 1                                 |
| 1961 | 8         | 2                                 |
| 1966 | 9         |                                   |
| 1970 | 6         |                                   |
| 1987 | 24        | 2                                 |